# 2311 El Leoncito
A 2311 El Leoncito (ideiglenes jelöléssel 1974 TA1) egy kisbolygó a Naprendszerben. A Félix Aguilar Obszervatórium fedezte fel 1974. október 10-én.